# Фрай, Фабиан
Фа́биан Фрай (нем. Fabian Frei; 8 января 1989, Фрауэнфельд, Швейцария) — швейцарский футболист, полузащитник клуба «Базель». Выступал за национальную сборную Швейцарии.

## Карьера

### Клубная
Перед тем как оказаться в «Базеле», Фабиан Фрай играл за молодёжные команды «Фрауэнфельд» и «Винтертур». В 2004 году Фрай оказался в молодёжной команде «Базеля», где играл до 2007 года. В конце ноября 2006 года Фрай подписал свой контракт с «Базелем»..
Первый матч в главной команде он сыграл 22 июля 2007 года в домашнем и победном для его клуба матче против «Цюриха». Его первый гол за «Базель» состоялся 4 декабря 2008 года в матче против «Арау». Выйдя на замену в матче против австрийского «Маттерсбурга» 16 августа 2007 года, Фабиан Фрай дебютировал в Лиге Европы. Дебют швейцарца в Лиге чемпионов пришёлся на 26 ноября 2008 года, в том матче «Базель» в гостях со счётом 5:0 обыграл донецкий «Шахтёр».
В июле 2009 года Фабиан Фрай отправился в аренду в «Санкт-Галлен». За два сезона, проведённых в «Санкт-Галлене», Фрай сыграл 64 матча в чемпионате и забил 13 мячей.
К началу сезона 2011/12 Фрай вернулся в расположение «Базеля». 14 сентября 2011 года Фабиан Фрай забил гол в ворота румынского «Оцелула» в рамках розыгрыша матча Лиги чемпионов 2011/12. И уже через 13 дней, 27 сентября, Фабиан забил один из трёх голов «Базеля» в ворота английского «Манчестер Юнайтед». В итоге матч завершился со счётом 3:3, а старший одноклубник Фабиана, Александр Фрай, отметился дублем.
23 июня 2015 года Фрай перешёл в «Майнц 05», подписав контракт до 2019 года.

### В сборной
С 2007 по 2011 год Фрай играл за молодёжную сборную Швейцарии, за которую сыграл 18 матчей и стал финалистом молодёжного чемпионата Европы 2011. Проведя последний матч за молодёжную сборную 25 июня 2011 года, Фабиан Фрай был вызван в главную сборную. Дебют швейцарца за сборную состоялся 7 октября 2011 года в матче отборочного турнира чемпионата Европы 2012, где в Суонси Швейцария играла против Уэльса.

## Достижения
«Базель»
- Чемпион Швейцарии (6): 2008, 2011, 2012, 2013, 2014, 2015
- Обладатель Кубка Швейцарии (3): 2008, 2012, 2019
- Обладатель Кубка часов (2): 2008, 2011

Сборная Швейцарии (до 21)
- Финалист молодёжного чемпионата Европы: 2011